# Tennistoernooi van Washington 2022
|                                              |  |                                     |
| Ljoedmila Samsonova, winnares bij de vrouwen |  | Nick Kyrgios, winnaar bij de mannen |

Het tennistoernooi van Washington van 2022 werd van 1 tot en met 7 augustus 2022 gespeeld op de hardcourtbanen van het William H.G. FitzGerald Tennis Center in Rock Creek Park in de Amerikaanse federale hoofdstad Washington D.C. De officiële naam van het toernooi was Citi Open.
Het toernooi bestond uit twee delen:
- WTA-toernooi van Washington 2022, het toernooi voor de vrouwen
- ATP-toernooi van Washington 2022, het toernooi voor de mannen

| Washington        | augustus 2022 | augustus 2022 | augustus 2022 | augustus 2022 | augustus 2022 | augustus 2022 | augustus 2022 | augustus 2022 | augustus 2022 |
| Washington        | maa 1         | din 2         | din 2         | woe 3         | don 4         | vrij 5        | vrij 5        | zat 6         | zon 7         |
| ----------------- | ------------- | ------------- | ------------- | ------------- | ------------- | ------------- | ------------- | ------------- | ------------- |
| vrouwenenkelspel  | 1e ronde      | 1e ronde      | 1e ronde      | 2e ronde      | 2e ronde      | kwartfinale   | kwartfinale   | halve finale  | finale        |
| vrouwendubbelspel | 1e ronde      | 1e ronde      | 1e ronde      | 2e ronde      | 2e ronde      | halve finale  | halve finale  | finale        |               |
| mannenenkelspel   | 1e ronde      | 1e ronde      | 2e ronde      | 2e ronde      | 3e ronde      | 3e ronde      | kwart- finale | halve finale  | finale        |
| mannendubbelspel  | 1e ronde      | 1e ronde      | 1e ronde      | 1e ronde      | 2e ronde      | 2e ronde      | 2e ronde      | halve finale  | finale        |

ATP-toernooi van Washington‎ – WTA-toernooi van Washington‎

2012 · 2013 · 2014 · 2015 · 2016 · 2017 · 2018 · 2019 · 2020 · 2021 · 2022 · 2023 · 2024